# Y Близнецов
Y Близнецо́в (лат. Y Geminorum) — двойная звезда в созвездии Близнецов на расстоянии (вычисленном из значения параллакса) приблизительно 2,14 ± 0,12 тыс. световых лет (655 ± 37 парсеков) от Солнца. Видимая звёздная величина звезды — от +12,3m до +10,4m.

## Характеристики
Первый компонент — красная пульсирующая полуправильная переменная звезда типа SRB (SRB) спектрального класса M6e-M7, или M8, представитель асимптотической ветви гигантов. Период 160 суток. Масса — 0,693 ± 0,035 солнечной, радиус 560 ± 28 R⊙, светимость (1,0 ± 0,1)×104 L⊙. Эффективная температура — 3287+24
−7 К.
Второй компонент — красный карлик спектрального класса M. Масса — около 109+54
−45 масс Юпитера (0,104+0,052
−0,043 M⊙). Орбитальный радиус около 1,3 а.е..

## Исследования ультрафиолетового излучения
Исследования с использованием телескопа Хаббл показали, что у звезды присутствует сильное излучение в ультрафиолетовой части спектра: как непрерывного, так и отдельных линий (Lyα, C IV, Si IV, Mg II). У непрерывного спектра замечено хаотичное мерцание на временах меньше 20 секунд, характерное для систем с аккреционным диском. Непрерывный спектр может быть смоделирован как сумма излучений двух чёрных тел: «горячего» и «холодного», со светимостями ~6,8 L⊙ и ~6,3 L⊙, и температурами ∼3.7×104 K и ∼×104 K соответственно. Однако, их параметры нехарактерны для звёзд, из чего можно сделать вывод, что источником обоих является аккреционный диск. Все эмиссионные линии имеют значительное (сотни километров в секунду) красное смещение; линии поглощения же, наоборот, имеют синее смешение со скоростью >500 км/с.
На основе наблюдений построена модель, согласно которой, вещество с главной звезды перетекает на звезду-компаньон, образуя вокруг неё горячий аккреционный диск. Диск создаёт отток вещества, проявляющийся в виде сдвинутых в синюю часть спектра линий поглощения. Падающее же на диск вещество главной звезды создаёт эмиссионные линии сдвинутые в красную часть спектра. Согласно расчётам, компаньон является маломассивной звездой главной последовательности. Анализ светимости «горячего» и «холодного» источника указывает на большую скорость аккреции: >5×10−7 L⊙/год. У Y Близнецов не выявлен заметный звёздный ветер, поэтому источником вещества для аккреции скорее всего является заполнение главной звездой полости Роша.